# Hans Soeder
Hans Soeder (* 18. Oktober 1891 in Berlin; † 4. August 1962 in Basel) war ein deutscher Architekt und Hochschullehrer.

## Leben
Soeder studierte ab 1910 an der Technischen Hochschule Darmstadt Architektur bei Friedrich Pützer und Kunstgeschichte bei Wilhelm Pinder sowie an der Technischen Hochschule München Architektur bei Theodor Fischer. 1921 wurde er als Architekt in Wetzlar tätig. Er war Mitglied der Architektenvereinigung Der Ring und des Deutschen Werkbundes. Ab 1928 war er Mitglied der Darmstädter Sezession und lebte ab 1931 wieder in Darmstadt. 
Er erhielt 1933 in Düsseldorf und nochmals 1939 Berufsverbot, Verbot der Teilnahme an Wettbewerben und Entzug der öffentlichen Aufträge. 1944 wurde seine Wohnung in Darmstadt zerstört, danach war er in Jugenheim an der Bergstraße ansässig.
Der Arzt und Schriftsteller Michael Soeder ist ein Sohn Hans Soeders.

### Lehre und Wirkung als Hochschullehrer

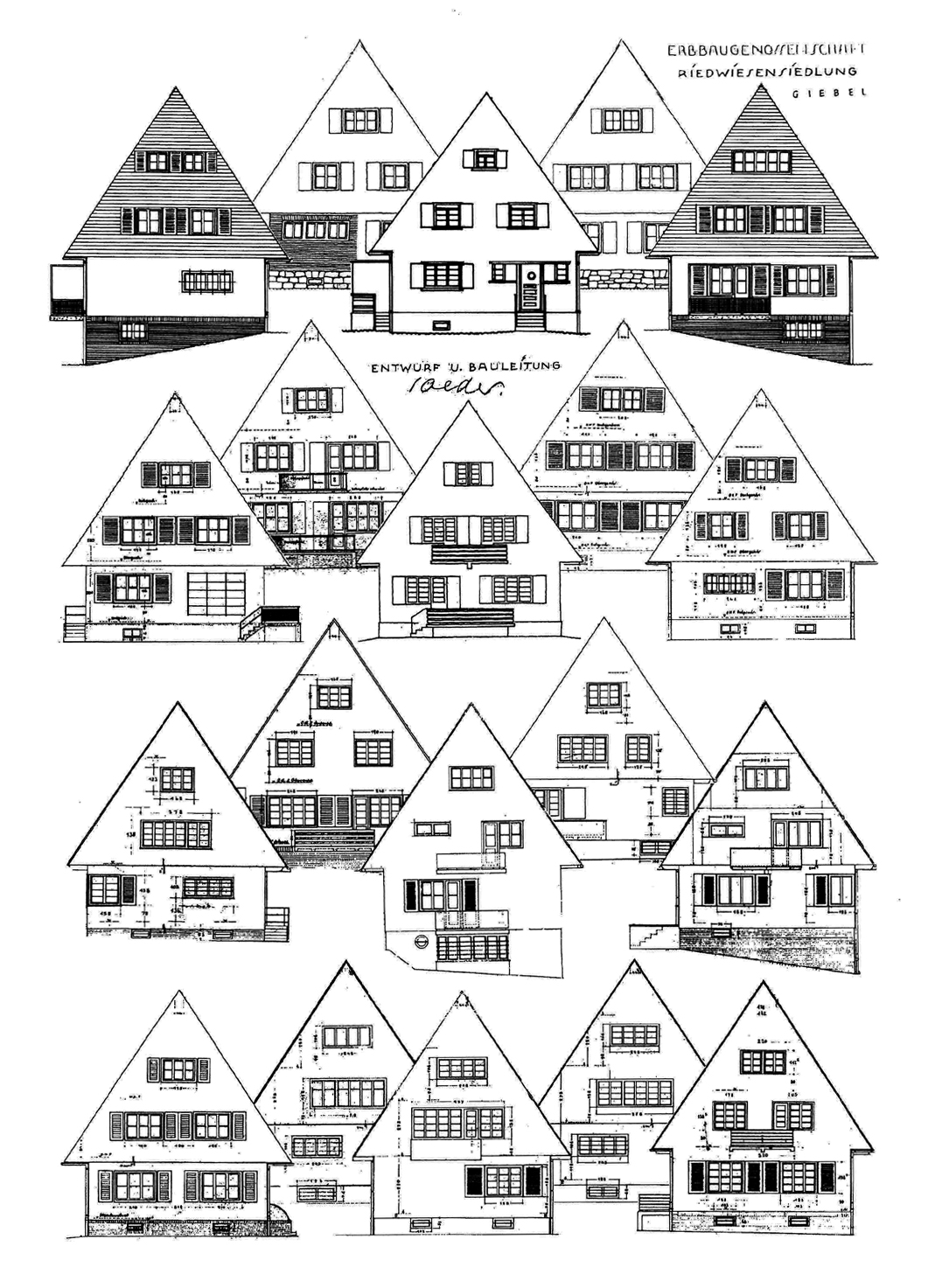
Hans Soeder, Riedwiesensiedlung Kassel, Entwurfszeichnung Giebelansichten (Erbbau-Genossenschaft Kassel eG)

Hans Soeder bewarb sich wohl 1919 als Werkstattleiter am Bauhaus in Weimar, er lehrte 1923–1931 als Professor für Baukunst an der Kunstakademie Kassel, deren reformorientierter geschäftsführender Direktor er zugleich war (heute: Kunsthochschule Kassel). 1932–1933 war er Professor an der Kunstakademie Düsseldorf, wo er 1933 gleichzeitig mit Paul Klee und Heinrich Campendonk entlassen wurde. 1944 wurde er Professor an der Technischen Hochschule Breslau.

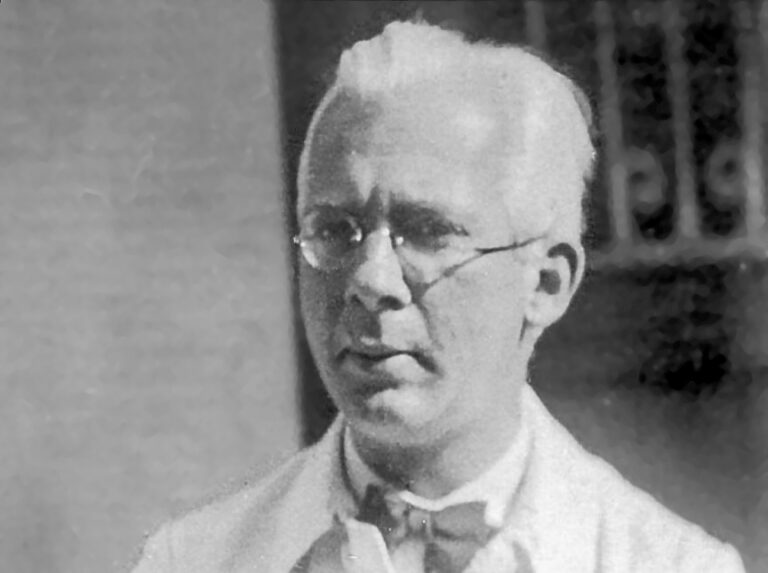
Prof. Hans Soeder, Architekt und Direktor der Kunstakademie Kassel, in den 1920er Jahren (Erbbau-Genossenschaft Kassel eG)

1947 wurde Soeder an die Handwerker- und Kunstgewerbeschule Wiesbaden berufen. Er entwickelte ein „Programm für den Aufbau einer Schule für angewandte Kunst der Stadt Wiesbaden“
Soeder entwickelte ein Konzept, das die handwerkliche Lehre zur Grundlage der künstlerischen Gestaltung machte, wie es das Bauhaus in Weimar und Dessau zwischen 1919 und 1932 erprobt hatte. Für sein Konzept, das er als Direktor der Schule ab 1948 umsetzte, schuf er den Namen „Werk-Kunst-Schule“ (Werkkunstschule). Dieser Begriff wurde von 18 weiteren deutschen (früheren) Kunstgewerbeschulen zeitweise übernommen, bevor sie sich ab Anfang der 1970er Jahre zu Fachhochschulen und Kunsthochschulen weiterentwickelten. 
Soeder etablierte in Wiesbaden eine Schule, die der „sozial-ethischen Verantwortung verpflichtet“ war. In ihrer Arbeit stellte sie „den praktischen Gebrauch zu formaler und stofflicher Gediegenheit“ in den Mittelpunkt. Zu Soeders Schülern in Wiesbaden gehörte der Industriedesigner Dieter Rams, der sich in Vorträgen und Schriften mehrfach auf die innovativen Lehr- und Ausbildungskonzepte Hans Soeders bezog. 
Die Künstlerin Silke Riechert bezog sich 2003 in einer Ausstellung „settings #1“ in Berlin auf einen Entwurf Hans Soeders aus dem Jahr 1920.
In Kassel wurde nach Hans Soeder eine Straße im Gebiet der documenta urbana (an das Naturschutzgebiet Dönche grenzend) benannt.
Soeders Nachlass befindet sich im Bauhaus-Archiv Berlin.

## Werk

### Bauten und Entwürfe
- 1921: Ehrenfriedhof in Wetzlar
- 1922: Beamtenwohnhäuser in Gießen
- 1921/1922: Wettbewerbsentwurf für ein Hochhaus am Bahnhof Friedrichstraße in Berlin (Kennwort „Spreestern“)[7]
- 1925 entwickelte Soeder ein Typenhaus, das mal in konventioneller, mal in industrieller Bauweise über demselben Grundriss errichtet ist.[8]
- 1926: Sechseck-Holzhaus für den Bühnenbildner Ewald Dülberg in Kassel (als Prototyp geplant)[9]
- 1926–1927: Riedwiesen-Siedlung in Kassel für die Erbbau-Genossenschaft Kassel eG[10]
- 1928: Wohnhaus für den Kunstmaler Prof. Wilhelm Michel, Kassel, Schwengebergstraße 21
- 1930: Mitarbeit an der Rothenbergsiedlung in Kassel
- 1937: Fernmeldeturm auf dem Großen Feldberg

Außerdem entwarf Soeder Lufthäfen für die Zeppelin-Reederei in Frankfurt am Main.

### Schriften
- Das Dorf Tritschuny im litauisch-weißruthenischen Grenzgebiet. Ein Beitrag zur Geschichte des Holzbaues. Dissertation, Technische Hochschule Darmstadt 1918.
- Das Holzwerk des Kleinhauses auf wirtschaftlicher Grundlage. Berlin 1923.
- Architektur auf der Großen Berliner Kunstausstellung 1924. In: Der Neubau, 4. Jahrgang 1924, S. 153–158.
- (gemeinsam mit Carl Johannes Soeder als Herausgeber): Urformen der abendländischen Baukunst in Italien und dem Alpenraum. Köln 1964.